# Stade Vélodrome (Antsirabe)
Stade Vélodrome – wielofunkcyjny stadion w Antsirabe na Madagaskarze. Jest obecnie używany głównie dla meczów piłki nożnej, rugby union i zawodów lekkoatletycznych. Swoje mecze rozgrywa na nim drużyny piłkarskie Académie Ny Antsika, FC Jirama Antsirabe i Japan Actuel’s FC. Stadion może pomieścić 5 000 osób.